# Távros
Távros är en ort i Grekland.   Den ligger i prefekturen Nomarchía Athínas och regionen Attika, i den sydöstra delen av landet, i huvudstaden Aten. Távros ligger 23 meter över havet och antalet invånare är 14 972.
Terrängen runt Távros är kuperad åt nordost, men åt sydväst är den platt.Runt Távros är det mycket tätbefolkat, med 6 472 invånare per kvadratkilometer. Närmaste större samhälle är Aten, 2,5 km öster om Távros. Runt Távros är det i huvudsak tätbebyggt.